# サンパウロ州立交響楽団
サンパウロ州立交響楽団（サンパウロしゅうりつこうきょうがくだん、ポルトガル語: Orquestra Sinfônica do Estado de São Paulo、略称:OSESP）は、ブラジルのサンパウロ州 サンパウロに本拠を置くオーケストラ。

## 概要
1954年に設立。当初は公演は散発的に開催され、1964年から活動を再開したが、1967年に活動を休止した。
1973年にエレアザール・デ・カルヴァーリョのもとで活動を再開し、
以後24シーズンにわたり組織的基盤とアンサンブルを整備し楽団の水準を高めた。
1997年に音楽監督に就任したジョン・ネシュリングのリーダーシップのもと、オーケストラは組織改革と演奏水準の大幅な向上を達成し、国際的な評価を高めた。この時期に、歴史的建造物である旧ジュリオ・プレステス駅のホールを改修し、音響効果に優れたコンサートホール「サラ・サンパウロ」を本拠地とした(1999年オープン)。また、スウェーデンのBISレーベルと大規模な録音プロジェクトを開始し、ヴィラ＝ロボスの作品など、多くのレコーディングを行い、
ラテンアメリカ、北米、欧州ツアーを行った。
2012年からマリン・オールソップが首席指揮者（後に音楽監督）に就任。オーケストラはさらに国際的な名声を高め、ヨーロッパの主要音楽祭への出演や、プロコフィエフの交響曲全集などの録音プロジェクトをNAXOSレーベルで行った。また、2016年にはBBCプロムスに初出演を果たした。
2020年からティエリー・フィッシャーが音楽監督に就任。COVID-19パンデミックの影響を受けながらも、デジタル配信などを活用し活動を継続した。

## 歴代音楽監督、首席指揮者
- ジョアン・デ・ソウサ・リマ (1954年–1964年)
- ブルーノ・ロッチェラ（1964年–1972年）
- エレアザール・デ・カルヴァーリョ (1972年–1996年)
- ジョン・ネシュリング（1997年–2009年）
- ヤン・パスカル・トルトゥリエ（2009年–2011年）
- マリン・オールソップ（2012年–2019年）
- ティエリー・フィッシャー（2020年～ ）